# Gorjakovo
Gorjakovo är en ort i Kroatien.   Den ligger i länet Krapina-Zagorjes län, i den norra delen av landet, 40 km norr om huvudstaden Zagreb. Gorjakovo ligger 205 meter över havet och antalet invånare är 344.
Terrängen runt Gorjakovo är kuperad åt nordväst, men åt sydost är den platt. Runt Gorjakovo är det ganska tätbefolkat, med 72 invånare per kvadratkilometer. Närmaste större samhälle är Pregrada, 5,4 km norr om Gorjakovo. Omgivningarna runt Gorjakovo är en mosaik av jordbruksmark och naturlig växtlighet.